# Mory Keïta
Iya Mory Keïta (Kankan, 13 luglio 2005) è un calciatore guineano, portiere dell'ASM Sangarédi.

## Carriera

### Club
Ha giocato in Guinea nel 2021 con la maglia dell'Hafia. Nel novembre del 2023 è passato all'ASM Sangarédi.

### Nazionale
Ha giocato nella nazionale guineana Under-23.
Nel 2024 è stato convocato dalla nazionale olimpica guineana per partecipare ai Giochi della XXXIII Olimpiade.

## Palmarès

### Club

#### Competizioni nazionali
- Campionato guineano: 1

Hafia: 2023